# 索布拉迪紐水庫

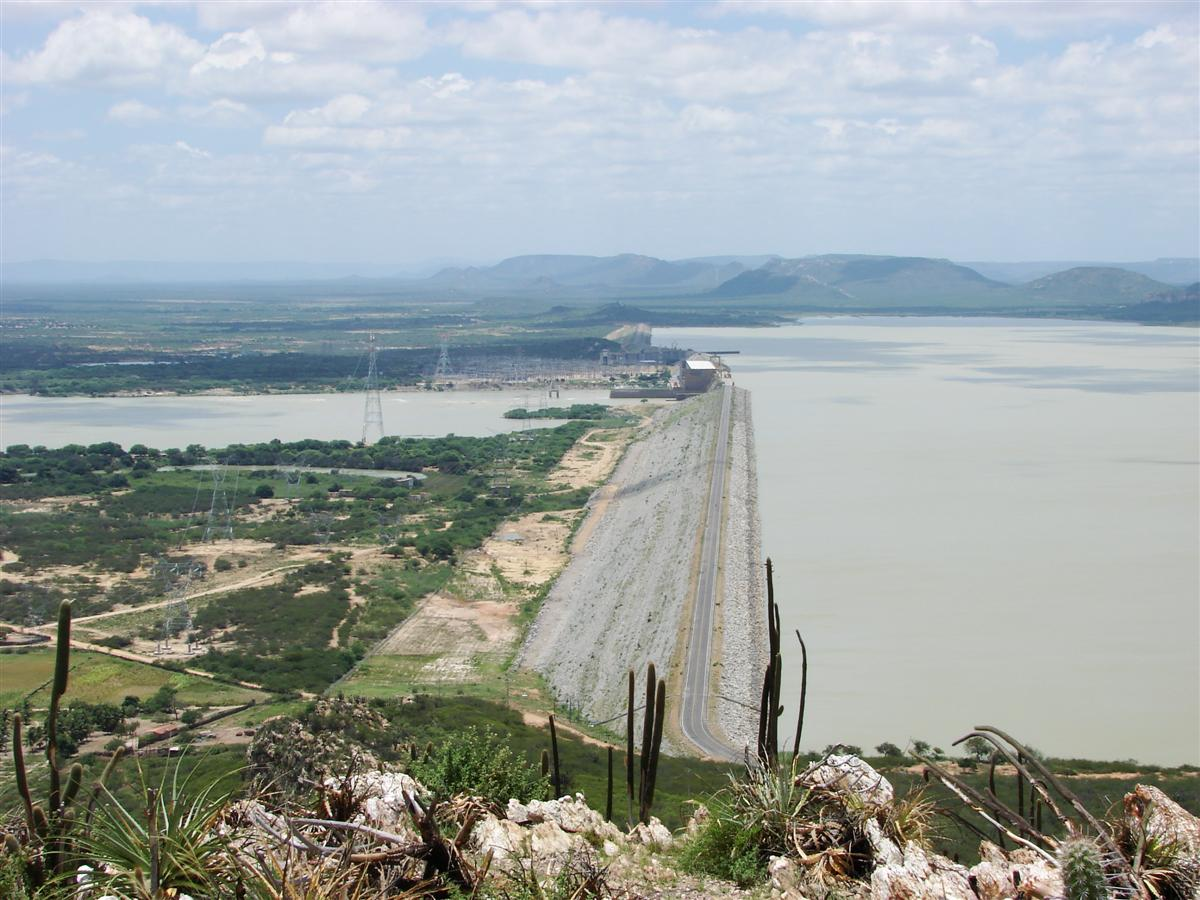

09°22′00″S 40°54′00″W / 9.36667°S 40.90000°W
索布拉迪紐水庫（葡萄牙語：Lago de Sobradinho）是巴西的水庫，位於該國東部，由巴伊亞州負責管轄，長320公里，面積4,214平方公里，海拔高度392.5米，平均水深8.6米，最大水深30米，蓄水量34.1立方公里。

## 外部連結
- Lago Artificial de Sobradinho
- Sobradinho lock
- Hidrovia de São Francisco
- Official site of city of Sobradinho, Bahia （页面存档备份，存于）